# Карли Сајмон
Карли Елизабет Сајмон (енгл. Carly Elisabeth Simon, 25. јун 1945), Бронкс Њујорк је америчка кантауторка, музичарка и ауторка књига за децу. Постала је позната током 1970-их хит песмама „Anticipation”, „You belong to me”, „Coming Around Again”, а светску славу је стекла са четири златна сингла „Jesse”, „Mockingbird”, „You're So Vain” и „Nobody Does It Better” (тема из серијала филмова о Џејмсу Бонду из 1977. године, Шпијун који ме је волео).
Освојила је Греми награду за најбољег новог уметника 1971, а касније у каријери највеће музичке награде: Оскарa, Греми награду и Златни глобус. Објавила је 23 студијска албума, 41 сингл, 1 концертни албум, 9 компилацијских и 4 албума са филмском музиком. Током своје каријере, Карли Сајмон је имала 24 сингла на листи Билборд хот 100. 14 номинација пута је била номинована за награду Греми. AllMusic назвао ју је „једном од најважнијих кантаутора 70-их”. У Кућу славних примљена је 1994. године. Награду за животно дело (Boston Music Awards) добила је 1995. године, а 1998. је постала је почасни доктор музичке школе на Музичком колеџу Беркли.

## Детињство и младост
Карли Елизабет Сајмон рођена је 25. јуна 1945. у Бронксу, у Њујорку добростојећој породици. Њен отац Ричард Л. Сајмон (енгл. Richard Leo Simon) био је оснивач успешне издавачке куће Simon & Schuster и пијаниста. Свирао је класичну музику, па су се у кући Сајмонових често слушали класици попут Фредерика Шопена и Лудвига ван Бетовена. Мајка Карли Сајмон, Андреа Сајмон (енгл. Andrea Simon) рођена Heninemann, била је активисткиња за грађанска права и певачица. Очева породица имала је немачко-јеврејско порекло. Њен деда по мајци такође је имао немачко порекло, док је бака по мајци била католикиња, пореклом са Кубе.
Ричард и Андреа Сајмон имали су четворо деце, три ћерке и једног сина - Карли је рођена као трећа ћерка, пре ње рођене су Џоана (1940) и Луси (1943), а млађи брат Питер рођен је 1947. године (преминуо 2018). Након две ћерке, Сајмонови су очекивали сина и наменили му име Карл. У својим мемоарима, Карли Сајмон је написала да су њени родитељи једноставно додали Y на крај планираног имена. У осмој години Карли је почела јако да муца. Психијатарско лечење није помогло. Уместо тога, окренула се певању и текстовима песама. Завршила је основну и средњу школу и започела колеџ, који је напустила да би се бавила музиком.

## Музичка каријера

### Сајмон Систерс
Музичку каријеру почела је током 1960-тих са сестром Луси Сајмон, са којом је основала дует Сајмон Систерс (енгл. Simon Sisters). Објавиле су 3 албума у периоду од 1964 до 1969. Дует се распао када је две године старија Луси, одлучила да оснује породицу. Карли је након расформирања дуета пола године сарађивала са бендом Elephant's Memory.

### 1970—1979
Наставила је као соло извођач. Склопила је уговор са издавачком кућом Електра, са којом је сарађивала наредних 10. година. Издала је дебитантски албум Карли Сајмон 1971. године. Овај албум донео јој је Греми за најбољег новог извођача.
И са другим албумом Anticipation, објављеним крајем 1971. године, успела је да уђе у првих 30 албума у САД, а његов водећи сингл, такође назван „Anticipation”, досегао је број 3 на радију Easy Listening. Ова песма позната је и по употреби у реклами за кечап компаније Хајнц.
Међународну славу постигла је својим трећим албумом No Secrets, издатим 1972. године. Овај албум је пет недеља чврсто стајао на 1. месту на листи Билборд 200. На њему се налазила њена најпознатија песма, која је постала светски хит - „You're So Vain”. Карли је имала три номинације за Награду Греми, захваљујући овом албуму. Био је то један од највећих хитова деценије и допринео је да албум No Secrets дође до броја 1 на америчким топ листама. Албум је те године стекао златни статус, а на 25. годишњицу 1997. године добио је сертификат платинаст. Албум је номинован за награду Греми за плочу године, песма „You're So Vain” за песму године, а Карли Сајмон за најбољи женски поп вокал.
Током ове деценије, за Карли Сајмон веома је успешна била и 1977. година. Златни сингл „Nobody Does It Better”, постигао је светску славу. Песма је била главна музичка тема у филму Шпијун који ме је волео из серијала филмова о Џејмс Бонду и један од највећих хитова 1977. Седам недеља држала број 1 на америчким топ листама. Номинована је за Греми награду те године, а Карли је поново била номинована за најбољи женски поп вокал. Часопис Ролинг Стоун је 2012. године песму прогласио трећом највећом тематском песмом о Џејмсу Бонду.

### 1980—1989
Са издавачком кућом Ворнер Брос потписала је уговор 1980. године. Снимила је и издала свој девети студијски албум Come upstairs. У oвом периоду мање је наступала, јер се на једном од наступа у Питсбургу срушила на позорници од исцрпљености. Ипак, и на овом албуму имала је један златан амерички хит. Била је то песма „Jesse”, која је остала на топ листама скоро шест месеци. Након највећег успеха на листи песме „Jesse”, њени синглови постали су мање успешни средином осамдесетих.
Сестра и зет Карли Сајмон, Луси и Дејвид Ливајн, продуцирали су 1980. године албум за децу In Harmony: A Sesame Street Record. Карли Сајмон је на овом албуму певала нумеру „Be With Me”, а са осталим члановима породице, може се чути и у песми „In Harmony”. 1982. године, објављен је и албум In Harmony 2, такође у продукцији Луси и њеног супруга. Оба албума су освојила награду Греми за најбољи албум за децу.
Са хитом „Let the River Run” из 1988. године, из филма Запослена девојка, постала је прва уметница која је освојила три главне музичке награде - Греми награду, Оскар и Златни глобус за најбољу оригиналну песму компоновану, написану и изведену у потпуности од стране једног уметника.
Овај успех остварио је после ње Брус Спрингстин за „Улице Филаделфије”, из филма Филаделфија из 1993. године.
Током осамдесетих година, била је ангажована у писању филмске музике. Неке од песама и филмова у којима су коришћене су:
- „” за филм  (1982)
- „” за филм  (1982)
- „” за филм Swing Shift (1984)
- „” за филм Torchlight (1985)
- „” за телевизијску минисерију Sins (1986)
- „” за филм Карате кид, 2 део (1986)
- „” за филм Heartburn (1986)

Прву књигу за децу Amy the Dancing Bear објавила је 1989. године.

### 1990—1999
Албуме My Romance и Have You Seen Me Lately објавила је 1990. године. На албуму Have You Seen Me Lately налазе се нумере за филм Разгледнице из пакла. Рад на музици за овај филм донео јој је номинацију за награду BAFTA у категорији најбоља филмска музика. Највећи хит Карли Сајмон из периода деведесетих била је песма Better Not Tell Her (албум Have You Seen Me Lately).
Њена друга књига за децу The Boy of the Bells објављена је 1990. године, а трећа The Fisherman's Song, годину дана касније. Исте године извела је дует са Пласидом Домингом The Last Night of the World (из мјузикла Miss Saigon). Песма се налази на Доминговом албуму .
У овом периоду сарађивала је са групом Hall & Oates. Појавила се на хуманитарном концерту на острву Мартас Винјард са некадашњим супругом Џејмсом Тејлором. Са Андреасом Фоленвајдером сарађивала је први пут на његовом албуму Eolian Minstrel, као ауторка и извођач песме „Private Fires”.
Обележила је 30 година бављења музиком издавањем бокс сета Clouds in My Coffee са најзначајнијим песмама из каријере.

### 2000—2009
Са Џенет Џексон сарађивала је 2001. године на албуму Аll for You, за који је отпевала нумеру „Son of a Gun”. Исте године, њена Оскаром награђена песма „Let the River Run” коришћена је за рекламу поштанске службе САД. Циљ рекламе био је повећање поверења јавности и морала поштанских службеника након напада 11.септембра 2001. године. Снимила је два Божићна албума Christmas is here и Christmas is here again. Наступала је уживо на неколико концерата са породицом своје сестре и својом децом, Сали и Беном.
Написала је и снимила песме за Дизнијеве филмове Вини Пу - Piglet's Big Movie и Pooh's Heffalump Movie. Неколико њених песама појављује се и у филму Little Black Book. На крају филма, Карли се појављује у камео улози. Сарађивала је са Андреасом Фоленвајдером на његовом албуму .

### 2010—данас
Марта 2010. године, први пут је наступила у Великој Британији уживо. Вече са Карли Сајмон емитовао је Би-Би-Си-јев Радио 2, а Карли је са сином Беном, наступила пред публиком од око 100 људи. Наступ је организован у оквиру промоције њеног албума Never Been Gone.
Са Тејлор Свифт, која наводи Карли Сајмон за једну од најутицајних музичара у својој каријери, а песму „You're So Vain” једном од најдражих, наступала је на Црвеној турнеји 2013. године.
У новембру, 2015. године објавила је аутобиографску књигу Boys in the Trees: A Memoir, са фокусом на детињство, младост и живот до 35. године. У исто време објављен је и дупли албум 
Сарађивала је са групом Gorillaz 2017. године. На делукс издању албума Humanz, Сајмонова пева нумеру „”.
Октобра 2019. године, објавила је још једну аутобиографску књигу. У Touched by the Sun: My Friendship with Jackie пише о свом пријатељству са некадашњом првом дамом Америке, Џеки Кенеди.

## Приватни живот
Карли Сајмон се 1972. године удала за познатог америчког музичара Џејмса Тејлора. Били су један од најпопуларнијих парова седамдесетих година 20. века. Имају двоје деце, ћерку Сали (рођ.1974) и сина Бена (рођ.1977). Обоје се баве музиком. Карли и Џејмс били су у браку до 1983. године. Брак са Тејлором, Карли је делом описала у мемоарима. Након њиховог објављивања, Џејмс је престао да комуницира са њом. Други пут се удала 1987, за писца, песника и бизнисмена, Џејмс Харта. Брак је трајао до 2007.
Током деведесетих, дијагностификован јој је рак дојке. Подвргла се мастектомији, хемотерапији и реконструктивној операцији дојке током 1997. и 1998.
Живи на острву Мартас Винјард, у кући у којој је живела током брака са Џејмсом Тејлором. У вези је са хирургом Ричардом Кехлером (енгл. Richard Koehler).

## Појављивање у филмовима и на телевизији
Први филм у којем се појавила је филм Милоша Формана Taking Off из 1971. године, у којем је играла певачицу аудицији. Остали филмски наступи су у филму  Perfect из 1985. године, као и ненајављено појављивање у филму Little Black Book из 2004. године. На телевизији, појавила се (камео улога) у ТВ серији Thirtysomething 1989. Била је и гост-саговорник по имену Мари 1995. године у једнох од епизода Фрејжера. И у анимираној серији Породични човек појавила се 2013. године, док је за једну од епизода серије Bob's Burgers из 2014. године отпевала одјавну песму.

## Занимљивости
- Тема песме „You're So Vain” постала је једна од највећих мистерија популарне музике са текстом Толико си сујетан, кладим се да мислиш да ова песма говори о теби. Више од 40 година Карли Сајмон није јавно открила о коме је текст песме. Наговестила је да би то могло бити неколико људи, а већина медија спекулише да се ради о Мику Џегеру, који на снимку пева пратеће вокале[28] и Ворену Битију, али помињу се и друге познате личности Кет Стивенс, Џејмс Тејлор, Крис Кристоферсон, Џек Николсон. Карли Сајмон је 5. августа 2003. продала информације победнику добротворне аукције за 50.000 америчких долара, под условом да победник не открива идентитет особе у песми. Коначно, у новембру 2015, промовишући своје мемоаре, рекла је да је други стих о Ворену Битију, док се остатак песме односи на два још увек неименована мушкарца.[11]
- Песма „You're So Vain” се 2008. године нашла 72. месту Билборд хот 100 листе најбољих песама из првих 50 година, од августа 1958 до јула 2008.[8]
- Песму „Anticipation” написала је за 15 минута, док је чекала да Кет Стивенс дође по њу, у време док су били у романтичној вези.[29]

## Дискографија

### Студијски албуми
- 1971:
- 1971:
- 1972:
- 1974:
- 1975:
- 1976:
- 1978:
- 1979:
- 1980:
- 1981:
- 1983:
- 1985:
- 1987:
- 1990:
- 1990:
- 1993:
- 1994:
- 1997:
- 2000:
- 2005:
- 2007:
- 2008:
- 2009:

### Други албуми
Божићни албуми
- 2002:
- 2003:

Лајв албуми
- 1988:

Музика из филмова
- 1989:
- 1992:
- 2003:
- 2005:

Компилације
- 1975:
- 1995:
- 1999:
- 2002:
- 2004:
- 2009:
- 2011:
- 2014:
- 2015:

## Књиге

### Дечије књиге
- 1989:
- 1990:
- 1991:
- 1993:
- 1997:

### Мемоари
- 2015:
- 2019:

Биографије
- 2008: [30]
- 2011: [31]